# Arthur Lounsbery
Arthur Lounsbery (ランズベリー・アーサー?, Ranzuberī Āsā; Santa Clara, 12 settembre 1986) è un doppiatore statunitense naturalizzato giapponese affiliato con 81 Produce. I suoi ruoli principali includono Ryugel Baran in Inazuma Eleven GO: Galaxy, Nitō Arthur in Million Arthur e Kaito Tsukigami in Star-Myu.

## Carriera
Lounsbery è nato in California, ma la sua famiglia si è trasferita nella prefettura di Kanagawa quando aveva circa un anno e mezzo. È tre quarti giapponese e un quarto americano. Si è diplomato al liceo quando avrebbe dovuto essere al suo primo anno di scuola superiore. Quindi, è stato in grado di sostenere gli esami universitari quando avrebbe dovuto essere al suo secondo anno. Gli è stato raccomandato un lavoro di recitazione vocale dopo essersi diplomato al liceo dal suo collega di lavoro part-time. Quel suo collaboratore era un doppiatore di debutto all'epoca. Nel 2011, Lounsbery si è diplomato all'Amusement Media Academy di Tokyo, con il ruolo di Voice Actor Talent Department. Il suo primo lavoro quando era ancora in accademia fu Geujeo bara bodaga, il suo debutto ufficiale dopo essere entrato nella sua agenzia 81 Produce era Phi Brain: Puzzle of God. Il suo primo ruolo regolare è stato quello di Ryugel Baran in Inazuma Eleven GO: Galaxy. Nel 2015, il suo ruolo di break-out è arrivato quando è stato scelto come Kaito Tsukigami in Star-Myu, in cui ha cantato numerose canzoni.
Oltre alla recitazione vocale, Lounsbery è anche attiva in vari campi come attore, giocatore competitivo e modella. Quando ha debuttato nel 2011, è stato scritturato come Cristian in un film incentrato sulla vita dei doppiatori, intitolato Kami☆Voice: The Voice Makes a Miracle. Nel 2013, faceva parte del soffiaggio di unità live-action di 81 Produce. Attualmente è membro del gruppo 8P (o otto pezzi) di Animate Channel. Nell'agosto 2016, Lounsbery ha vinto il posto nei migliori 8 giocatori nazionali alla convention nazionale ufficiale di Dissidia Final Fantasy NT. Nel febbraio 2017, ha collaborato con Eyemirror come modello di immagine del loro marchio under score. Nell'aprile 2017, ha ripreso il suo ruolo di Kaito Tsukigami in Musical Star-Myu, che è l'adattamento teatrale dell'anime Star-Myu.